# Fermín Sanz-Orrio y Sanz
Fermín Sanz-Orrio y Sanz (Pamplona, 14 de juliol de 1901 – Madrid, 29 de novembre de 1998) va ser un advocat, sindicalista i polític tradicionalista espanyol, Ministre de Treball en el VIII Govern Nacional d'Espanya (1957-1962) presidit pel dictador Francisco Franco.

## Biografia
Va fer estudis de Dret a les Universitats de Valladolid i de Madrid. Advocat de l'Estat abans de 1936.
Políticament procedent del carlisme però incorporat a Falange Espanyola anterior a la Guerra Civil Espanyola, on era en 1935 era sotscap provincial i local de Pamplona.

## Guerra Civil
Durant la Guerra Civil es va incorporar a l'exèrcit franquista amb el grau de capità. Va resultar ferit a l'agost de 1937 i posteriorment va passar a ocupar tasques polítiques. Dos dels seus germans van morir combatent en els Terços de Requetés.

## Franquisme
Amb el règim de Franco va ocupar nombrosos càrrecs. Delegat de Sindicats a Navarra, Barcelona (1939) i Madrid (1940). Governador Civil de Balears (1941). Encara en 1941 va ser Governador civil de Guipúscoa i posteriorment de Cadis, a conseqüència del desenllaç de la Crisi de maig de 1941. També en 1941, Sotssecretari nacional d'Obres Sindicals. En 1941 és nomenat Delegat nacional de Sindicats (en substitució de Gerardo Salvador Merino), càrrec que ocupa fins a 1951.

### Ministre de Treball
En 1957 va ser nomenat Ministre de Treball, en substitució de Girón. Va crear la Direcció general d'Ocupació, que va confiar a Wenceslao Fernández de la Vega Lombán, pare de la socialista María Teresa Fernández de la Vega, vicepresidenta del govern d'Espanya (2004-10). Va cessar en 1962.

### Ambaixador
En la seva etapa posterior va ser nomenat ambaixador en Pakistan, Filipines i Xina.

### Altres càrrecs
Va ser President del Banc Espanyol de Crèdit i vicepresident de les Corts Espanyoles. Membre de la Reial Acadèmia de Jurisprudència i Legislació.

## Publicacions de Fermín Sanz Orrio
- Los sindicatos españoles. Una creación para el mundo, Madrid, CIPOS de la DNS, 1948
- El jurista y la arquitectura institucional. Discurso, Madrid, Real Academia de Jurisprudencia y Legislación, 1964